# Бридпорт (Англия)
Бри́дпорт (англ. Bridport) — город в Англии, в графстве Дорсет, входит в состав административного района Уэст-Дорсет.
Город расположен в 18 милях к северо-западу от Дорчестера и в 2,4 км от побережья пролива Ла-Манш.

## История
Вплоть до начала XX века главнейшей продукцией города были: холст для парусов, канаты, корабельные снасти и рыболовные сети. При Генрихе VIII город пользовался монополией на поставку снастей для королевского флота.

## Известные уроженцы
PJ Harvey (род. 1969) — британская исполнительница, писательница, поэтесса и композитор.

## Побратимы
- Сен-Ва-ла-Уг